# Obol

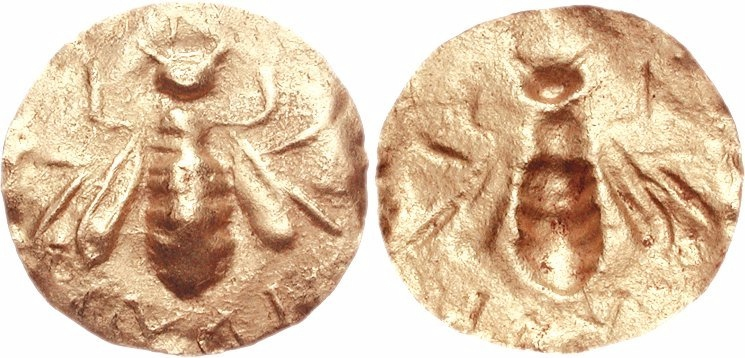
Exempel på antik obol.

Obol (grekiska ὀβολός, obolos) var en antik grekisk myntvalör.
Obolen var den lägsta myntenheten i antikens Grekland och var utvecklad ur en förhistorisk penningform, järnstaven. En obol var 1/6 drachme och hade olika värde i de olika lokala valutorna.
Obol har även varit en medeltida beteckning för 1/2 penning samt ett mynt på Joniska öarna under dess engelska styre 1815–1864, då det motsvarade 1/2 penny.